# Il-32 (航空機)
Il-32
- 用途：輸送グライダー
- 製造者：イリューシン設計局
- 初飛行：1948年8月20日
- 生産数：1機
- 運用状況：試作のみ

イリューシン Il-32（Ilyushin Il-32）は、第二次世界大戦後にソビエト連邦で開発された60名の兵員又は122 mm砲とその牽引トラクター、砲弾、砲兵を含む7,000 kgの貨物を輸送するために開発された軍用グライダーである。貨物の積み降ろしを容易にするために横ヒンジを支点として機首部と機尾部が横に回転して開くようになっていた。Il-32を安全に曳航するには4発機が必要であり、ツポレフ Tu-75とイリューシン Il-18の開発計画が搭載予定のシュベツォフ ASh-73エンジンの不足によりキャンセルされ曳航機の目処が立たなくなった時点でIl-32の開発計画もキャンセルされた。

## 開発
第二次世界大戦の終結後にソ連は空挺強襲作戦で兵員を送り込む大型輸送グライダーの開発に相当な力を傾注していた。この一環として人民委員会議は1947年9月20日にイリューシン設計局に対して7,000 kg (15,000 lb) の貨物を搭載可能なグライダーの開発を命じた。このグライダーの曳航にはツポレフ Tu-4から派生した4発輸送機のTu-75を充てる予定であった。
Il-32は片持ち式高翼単葉、固定の首車輪式降着装置を持ち、アルミニウム製の胴体は貨物ができ得る限り積み込めるように四角い断面形状をしていた。2本桁の主翼は適切なアスペクト比を持っていた。この機体は使い捨てを想定しており、大規模生産が可能なように非常に簡単に製造することができた。機首部と機尾部は貨物を積載するために95°まで右側に開くようになっていた。
Il-32は1948年8月20日に双発のイリューシン Il-12に曳航されて初飛行を行ったが、Il-12は最大荷重状態のグライダーを曳航するには力不足だったために9月20日からは4発のIl-18の試作機がこの役割に充てられた。テスト飛行中に重量16,000 kg (35,000 lb)、高度 3,000 m (9,800 ft)で巡航速度323 km/h (201 mph) を記録した。テスト飛行は満足いく結果であり量産開始の準備が始められたが、適当な曳航機の不足が問題であった。生産中で入手可能な4発のソ連製航空機は存在せず、ツポレフ Tu-70とイリューシン Il-18旅客機はTu-75輸送機と同様にキャンセルされ、Tu-4は戦略爆撃任務専用であった。2機のIl-12でIl-32を曳航する実験が行われたが、これは曳航する側とされる側の双方にとってあらゆることが困難且つ危険であった。Il-32は適当な曳航機の不足が原因でキャンセルされた。

## 要目

Virtual Aircraft Museum 
- 乗員：
- 積載量：兵員 60名又は 貨物7,000 kg (15,000 lb)
- 全長：24.84 m (81 ft 6 in)
- 全幅：35.8 m (117 ft 5 in)
- 全高：
- 翼面積：159.5 m² (1716.84 ft²)
- 翼面荷重：
- アスペクト比：
- 空虚重量：9,600 kg (21,164 lb)
- 全備重量：16,600 kg (36,597 lb)
- 最大離陸重量：
- 超過禁止速度：
- 最大速度：
- 巡航速度：327 km/h (203 mph)
- 巡航高度：4,000 m (13,100 ft)
- 最大滑空比：
- 最小沈下率：